# Huta Lombang (Lubuk Barumun)
Huta Lombang is een bestuurslaag in het regentschap Padang Lawas van de provincie Noord-Sumatra, Indonesië. Huta Lombang telt 1286 inwoners (volkstelling 2010).